# Блек Бокс
Блек Бокс (на английски: Black Box) е италианска евроденс група, създадена през 1989 г. от музикантите Даниеле Даволи (диско-водещ), Валерио Семплици (кларинет) и Мирко Лимони (клавишни). През 1990 г. към тях се присъединява вокалистката Марта Уолш от групата Уедър Гърлс (на английски: Weather Girls). Едни от най-известните хитове на Блек Бокс са „Ride On Time“, „Strike It Up“ („Удари го“) и „I Don't Know Anybody Else“ (Не познавам никой друг).

## Дискография

### Албуми
- „Dreamland“ – 1990 г.

- „Mixed Up / Remixland“ – 1991 г.

- „Positive Vibration“ – 1995 г.

- „Hits & Mixes“ – 1998 г.

### Сингли
- „Ride on Time“ – 1989 г.

- „I Don't Know Anybody Else“ – 1990 г.

- „Everybody Everybody“ – 1990 г.

- „Fantasy“ – 1990 г.

- „The Total Mix“ – 1990 г.

- „Strike It Up“ – 1991 г.

- „Open Your Eyes“ – 1991 г.

- „Bright on Time“ – 1991 г.

- „Hold on“ – 1992 г.

- „Rockin' to the Music“ – 1993 г.

- „Not Anyone“ – 1995 г.

- „I Got the Vibration / A Positive Vibration“ – 1996 г.

- „A Native New Yorker“ – 1997 г.

- „Everybody Everybody“ (Ремикс на Бени Бенаси) – 2007 г.